# محمد عبد الوهاب عبد الفتاح
محمد عبد الوهاب عبد الفتاح فنان متعدد المواهب، وأول مؤلف موسيقى مصري يكتب أعمالا فنية تجمع بين الصوت والصورة تعرض في وقت واحد وتقدم بشكل غير تقليدى من خلال تقنيات المسرح الحديث.

## نبذة عن حياته
الدكتور [بحاجة لمصدر] محمد عبد الوهاب من مواليد عام 1962م بمدينة القاهرة بجمهورية مصر العربية، وقد حصل على عدة درجات علمية، حيث حصل على ثلاث درجات من البكالوريوس الأولى في الفنون التطبيقبة من جامعة حلوان بالقاهرة والثانية والثالثة من المعهد العالى الموسيقى "الكونسيرفتوار" في التأليف الموسيقى والتربية الموسيقية عام 1987م، كما حصل على درجة الماجستير من أكبر جامعة للفنون في الشرق الأوسط وهى أكاديمية الفنون بالقاهرة في مصر عام 1990م، كما حصل على دبلومتين عالتين في الموسيقى الالكتروصوتية والتجريبية بالنمسا، وأخيرا دكتوراه في الفنون من جامعة الفنون التعبيرية بفيينا عام 1997م.
ومن أهم الاساتذة التي درس على أيديهم المؤلف الموسيقى المصري الشهير جمال عبد الرحيم والمؤلف النمساوى المعروف ديتر كاوفمان.

## أعماله الفنية
تجمع أعمال الدكتور محمد عبد الوهاب الفنية بين عدة فنون مختلفة، يبتكرها بنفسه مثل: الشعر، التصوير الفوتوغرافى، المونتاج السينمائى، بالإضافة إلى عناصر الفرجة المسرحية من ضوء وحركة وحوار وصوت ليظهر هذا المزيج في أعماله التي فدمها على مسارح دار الاوبرا المصرية منذ عام 1997م.
وللدكتور عبد الوهاب عبد الفتاح نظرية فنية جديدة اصطلح هو على تسميتها بتقنية مسرحة الصوت، وهو مايعنى أن نقطة انطلاق إخراج العرض الموسيقى المسرحى، تبدأ من عنصر الصوت، كماأبدع أعمال موسيقية تقوم على تحضير المادة المرتية أولا وهو ما أطلق عليه أفلمة الموسيقى.
ويعتبر د.محمد عبالوهاب عبد الفتاح هو أول موسيقى عربى يستخدم مفهوم موسيقى الالكتروصوتية إليكتروكوستيك، على انها تقنية تخدم الفكر الفلسفى في أعماله الفنية، كما أن النقاد يعتبرونه رائد اتجاه فنى جديد أطلق عليه بمدرسة الوسائط الالكترونية المتعددة التي تعتمد على استخدام تكنولوجيا الكومبيوتر بشكل لحظى أثناءالعرض أمام الجمهور، وقد استخدم هذه النظرية لأول مرة عندما كلف بأخراج عرض مسرحى من تأليفه بعنوان فقاقيع هوى في مهرجان القاهرة الدولي للمسرح التجريبى عام 2004م.

## مؤلفاته الموسيقية
ألف الدكتور عبد الوهاب عددا كبيرا من الأعمال الموسيقية لمؤلفات الأوركسترا والباليه وموسيقى الفيلم، عزف أغلبها أوركسترا القاهرة السيمفوني، 123كان من أهمها قصيد سيفونى وادي الملوك، رؤية فنية جديدة للاوركسترا بعنوان بولكا شحاته، منمنمات للاوركسترا الوترى، و«لقطات» للاوركسترا الوترى مع الفلوت والإيقاع العربي، هذا بالإضافة إلى موسيقى الحجرة، من أهمها قطعة للكلارينيت والبيانو بعنوان: أغنية مصرية وورقصة للكلارينيت والإيقاع الشرقي بعنوان ملاية لف، وإلى جانب ذلك كتب عدد ضخم من الموسيقى المصاحبة للافلام والتي تعتمد على تقنية أفلمة الموسيقى، والتي تقوم على أعداد المادة الفيلمية قبل تأليف الموسيقى مثل قصر الشوق، دعاء الكروان، ورسالة من العالم الاخر.
وللدكتور محمد عبد الوهاب عبد الفتاح تجربة رائدة في مجال الموسيقى التجريبية، وابداع ألحان من الضجيج الصوتى، كان أهمها ابداع موسيقى مبتكرة من أصوات خرير الماء، تسمع على انهاألحان طبية، قام بتاليفها خصيصا لمرضى الاكتئاب النفسى، وقدمت تجربته المسماة الموسيقى العلاجية في إحدى المستشفيات بحى المعادي الواقع جنوب مدينة القاهرة.
وبجانب ابداعاته الموسيقية والمسرحية، يهتم الدكتور محمد الفتاح بكتابة المقالات النقدية التي تربط بين فلسفة جمال الموسيقى ودورها التطبيقى في المجتمع، ومن أهم كتبه المنشورة كتاب «التوزيع الاوركسترالى»، وكتاب «مشاهدة الصوت»، كما نشر له أسطوانتين مدمجدتين عام 1997م، الأولى بعنوان "Alea" والثانية بعنوان "Conserved".

## التدريس
والدكتور محمد عبد الوهاب عبد الفتاح، أستاذ وبروفسير [بحاجة لمصدر]، قام بالتدريس في أكثر من جامعة في مصر وأوروبا وأمريكا، حيث يقوم بتدريس العلوم الموسيقية والإنسانية والثقافية، مثل التأليف والهارمونى والتوزيع الاوركسترالى والصوتيات كما يقوم بتدريس نظريته الرائدة التي تربط بين السمع والمشاهدة والتي قدمها كتجربة تربوية رائدة للصم والبكم في أمريكا، حيث قام بابتكار طريقة خاصة لتدوين الموسيقى لهم تعتمد على الالوان والأشكال الهندسية والخطية. ومن المعروف ان الدكتور عبد الفتاح قام بتكوين اوركسترا من طلبة مدرسة العباسية للصم والبكم بالقاهرة، حيث قدموا أعمالا موسيقة بقيادته في حفل تاريخي على المسرح الصغير ب دار الاوبرا المصرية 30 مارس عام 2005م.
وبالإضافة إلى ذلك يقوم د. محمد عبد الوهاب عبد الفتاح برئاسة قسم التأليف الموسيقى بمعهد كونسيرفتوار القاهرة

## روابط خارجية
- محمد عبد الوهاب عبد الفتاح على موقع ميوزك برينز (الإنجليزية)